# Харитоновка (Черниговская область)
Харито́новка (укр. Харитонівка) — село в Прилукском районе Черниговской области Украины. Население 488 человек. Занимает площадь 2,834 км². Расположено на реке Галка с прудами.
Код КОАТУУ: 7425189001. Почтовый индекс: 17340. Телефонный код: +380 4639.

## Власть
Орган местного самоуправления — Сребнянская поселковая община. Почтовый адрес: 17300, Черниговская обл., Прилукский р-н, пгт Сребное, ул. Мира, 43а.

## История
Село входило в Сребнянскую сотню Прилукского полка, а с 1781 года в Глинский уезд Черниговского наместничества.
Есть на карте 1812 года.
В ХІХ столетии село Харитоновка было в составе Берёзовской волости Прилукского уезда Полтавской губернии. В селе была Богословская церковь.
В 1862 году в владельческом и казеном селе Харито́новка была церковь и 243 двора где жило 1759 человек (856 мужского и 893 женского пола).
В 1911 году в селе Харито́новка была Богословская церковь, земская и церковно-приходская школы и жило 1658 человека (835 мужского и 823 женского пола)